# NGC 5323
NGC 5323 ist eine 13,5 mag helle Spiralgalaxie vom Hubble-Typ Sab im Sternbild Kleiner Bär. Sie ist schätzungsweise 96 Millionen Lichtjahre von der Milchstraße entfernt.
Das Objekt wurde am 20. Dezember 1797 von Wilhelm Herschel mit einem 18,7-Zoll-Spiegelteleskop entdeckt, der sie dabei mit „F, S, E nearly in meridian, 1′ long“ beschrieb.